# اردلان (سرآب)
اردلان روستایی در استان آذربایجان شرقی شهرستان سرآب بخش مهربان بین روستاهای ارزنق و قیصرق واقع شده‌است. این روستا در یک منطقه نیمه‌کوهستانی بین رشته‌کوه‌های بزقوش در جنوب و قله سبلان در شمال روستا واقع شده‌است. آب هوای این روستا در زمستان سرد و در تابستان آب و هوای خنکی را دارا می‌باشد. (در تابستان به شب‌های خنک این منطقه می‌توان اشاره کرد).
این روستا دارای مردمانی بسیار مهربان و میهمان نواز می‌باشد. شغل مردم روستا اکثراً کشاورزی و دامپروری می‌باشد.
این روستا شامل ۲۰۰خانوار می باشدوحدود۸۰۰نفر جمعیت را داراست.
از مراکز دیدنی این روستا می‌توان به سد خاکی اردلان اشاره کرد که در سالهای اول انقلاب توسط جهاد سازندگی احداث گردیده‌است. آب این سد باعث رونق کشاورزی در روستاهای مجاور و باعث به وجود آمدن مناظر زیبا و سر سبز شده‌است.